# Abitur in Berlin
Das Abitur in Berlin wird durch den erfolgreichen Abschluss der gymnasialen Oberstufe (mit der vier Halbjahre umfassenden Qualifikationsphase) und der anschließenden Abiturprüfung in vier Fächern und einer fünften Komponente (teils schriftlich, teils mündlich) erlangt.
Diese Zeit entspricht seit 2012 den Jahrgangsstufen 11 und 12 im sechsjährigen Gymnasium (in Berlin ab der 7. Klasse). An den Integrierten Sekundarschulen (ISS), den Gemeinschafts- und Beruflichen Schulen entspricht dies den Jahrgangsstufen 12 und 13 (wie auch bis 2012 an den Gymnasien).
Alle Fächer (mit Ausnahme von Sport) werden drei Aufgabenfeldern zugeordnet:
- Aufgabenfeld I: sprachlich-literarisch-künstlerisch,
- Aufgabenfeld II: gesellschaftswissenschaftlich,
- Aufgabenfeld III: mathematisch-naturwissenschaftlich-technisch.

## Gymnasiale Oberstufe
Vor der Abiturprüfung muss die dreijährige gymnasiale Oberstufe durchlaufen werden. Sie besteht aus der einjährigen Einführungsphase (im Gymnasium 10. Klasse, in der ISS 11. Jahrgangsstufe) und der zweijährigen Qualifikationsphase, deren Notenleistungen bereits etwa zu zwei Dritteln die Abiturendnote bestimmen. Die Fächer bzw. Kurse der Qualifikationsphase sind in der Einführungsphase zu wählen.
In der Qualifikationsphase findet der Unterricht im 45-/90-Minuten-Modell in fünfstündigen Leistungs- und (zwei- bis vierstündigen) Grundkursen statt. Für die Auswahl und Belegung sind einige Auflagen zu beachten:
- Ein Leistungskurs (LK) muss eine Fremdsprache (die mindestens seit der Jahrgangsstufe 9 durchgehend erlernt wurde), Mathematik, eine der Naturwissenschaften Physik, Chemie und Biologie oder Deutsch sein. Im Fachgymnasium ist das berufliche Richtungsfach zu wählen.
- Der zweite LK ist nach dem Angebot der Schule zu wählen.
- Unter allen vier Abiturprüfungsfächern müssen zwei der folgenden Fächer vertreten sein: Deutsch, Mathematik, Fremdsprache.
- In die Gesamtqualifikation müssen insgesamt 32 Kurse eingebracht werden (für den Abitur-Notendurchschnitt relevant). Davon sind 8 Leistungskurse und 24 Grundkurse einzubringen (ein besuchtes in einem Semester entspricht einem Kurs).
- Werden in einem Fach, in dem nur zwei Kurse verpflichtend belegt und eingebracht werden müssen, zusätzliche Kurse belegt, dürfen die beiden einbringpflichtigen Kurse frei gewählt werden.
- Insgesamt/Generell gibt es folgende Pflichten zum Einbringen von Kursen:
  - Deutsch: 4 Kurse,
  - eine Fremdsprache (FS) (durchgängig in allen 4 Semestern): 4 Kurse,
    - Ist eine FS in der Einführungsphase in der dreijährigen Form begonnen worden, so ist diese bis zum Ende der Jahrgangsstufe 13 zu belegen. Werden diese 4 Kurse eingebracht, so muss keine weitere FS eingebracht werden.
    - Werden die Kurse der ersten FS eingebracht, so müssen 2 Kurse der neu begonnenen FS eingebracht werden.

  - ein künstlerisches Fach (Musik, Bildende Kunst oder Darstellendes Spiel): 2 Kurse (Ausnahme möglich: ist eine neue Fremdsprache in der Einführungsphase belegt worden, so entfällt die Verpflichtung),
  - zwei Fächer im Aufgabenfeld (AF) II (Gesellschaftswissenschaften):
    - 6–8 Kurse Belegpflicht,
    - 4–6 Kurse Einbringpflicht
    - mindestens 2 Kurse Geschichte müssen belegt (3./4. Semester) und eingebracht werden (sind mehrere Kurse belegt worden, werden die besten Kurse eingebracht),
    - ein Fach muss durchgängig belegt und eingebracht werden,

  - Mathematik: 4 Kurse
  - eine Naturwissenschaft: 4 Kurse
    - ist diese die durchgängige belegte Naturwissenschaft Biologie, muss eine weitere Naturwissenschaft 2 Kurse belegt und eingebracht werden,

  - Sport-Praxis (nur Belegpflicht; einbringpflichtig nur bei Sport als Prüfungsfach): 4 Kurse.
    - Wird Sport als Prüfungsfach gewählt, so gilt folgendes:
      - Mündliche Prüfung (4. Prüfungsfach): zusätzlich 2 Kurse Sport-Theorie belegen; Einbringpflicht: 3 Kurse Sport-Praxis, 1 Kurs Sport-Theorie,
      - Referenzfach der 5. PK: zusätzlich 2 Kurse Sport-Theorie belegen; Einbringpflicht: 3 Kurse Sport-Praxis, der zuletzt besuchte Kurs in Sport-Theorie.

## Abiturprüfungen und Zulassung
Es gibt besondere Regelungen, um zur Abiturprüfung zugelassen zu werden.
- Die Abiturprüfung besteht aus Prüfungen in fünf Fächern.
- Die Fächer zum ersten bis vierten Prüfungsfach müssen durchgängig belegt und eingebracht werden.
- Das Referenzfach der 5. Prüfungskomponente muss durchgehend belegt werden. Mindestens der Kurs des 4. Kurshalbjahres muss in die Gesamtqualifikation eingebracht werden, sofern in diesem Fach nicht weitere Einbringverpflichtungen bestehen.
- Die Fächer der Prüfung können soweit selbst bestimmt werden, wie es die Wahlmöglichkeiten der Schule und die rechtlichen Bestimmungen möglich machen.
- Vor der Prüfung kann man auch freiwillig zurücktreten, und die letzte Jahrgangsstufe wiederholen.

### „Ausfälle“
- Einzubringende Kurse, die mit 1 bis 4 Punkten abgeschlossen wurden, gelten aus Ausfall. In Grundkursen dürfen vier Ausfälle gesammelt werden und in den Leistungskursen insgesamt nur 2 Ausfälle in der gesamten Qualifikationsphase.
- Kein einzubringender Kurs darf mit 0 Punkten abgeschlossen werden.

### Zulassung
- Die Anzahl der Leistungsausfälle darf nicht überschritten werden.
- Es müssen die 8 LK's und die 24 GK's eingebracht werden.
- In 6 von 8 Leistungskursen müssen mindestens 5 Punkte erreicht werden. Kein LK darf mit 0 Punkten abgeschlossen werden.
- In 20 von 24 Grundkursen müssen mindestens 5 Punkte erreicht werden. Kein einbring- und belegpflichtiger GK darf mit 0 Punkten abgeschlossen werden.

## Die schriftlichen Prüfungen
Am Ende der Schulzeit, also im Anschluss an das vierte Semester, werden drei schriftliche Prüfungen in Form von Klausuren abgelegt. Diese schriftlichen Prüfungen werden im Zeitraum von April bis Mitte Mai geschrieben, zum einen in den beiden Leistungskursen und zum anderen in einem Grundkursfach (3. Prüfungsfach).
Die Prüfungsdauer variiert je nach Prüfungsfach. Die Prüfungen dauern in der Regel von 240 bis 300 Minuten an. Die Bearbeitungs- und Auswahlzeiten für Prüfungen im Leistungskurs sind entsprechend höher als die im Grundkursfach.
Die Themen der Prüfungen können aus allen vier Semestern stammen, wobei es einen vorher unbekannten Schwerpunkt gibt, zu dem mindestens ein sekundärer Schwerpunkt aus einem anderen Semester kommt; die genaue Semesterkombination variiert von Fach zu Fach.
Unter den ersten vier Prüfungsfächern müssen zwei aus Mathematik, Deutsch, Fremdsprache („Kernfächer“) gewählt werden.

### Prüfungsaufgaben
Unter den drei schriftlichen Prüfungsfächern muss ein zentral geprüftes Fach sein. Seit dem Schuljahr 2006/2007 wird das schriftliche Abitur in den Fächern Deutsch, Mathematik und den Fremdsprachen landesweit zentral geprüft. Seit dem Schuljahr 2012/2013 gilt dies auch für Geografie und Biologie, seit 2014/2015 auch für die Fächer Geschichte, Chemie und Physik. Von der Senatsverwaltung werden Hinweise oder Schwerpunkte („Prüfungsvorgaben“) in einigen Fächern bereitgestellt.
Für dezentral geprüfte Fächer (z. B. Musik, Bildende Kunst, Politikwissenschaft) erstellt die Lehrkraft des letzten Semesters die Prüfungsaufgaben. Zwei Aufgabenvorschläge, die sich mindestens auf zwei Semester beziehen, werden bei der Senatsverwaltung eingereicht und ein Aufgabenvorschlag wird ausgewählt. Es bleibt bis zum Prüfungstag (Ausnahme möglich) unbekannt, welcher Vorschlag ausgewählt wurde. Zum Zeitpunkt des Einreichens der Aufgaben erfolgt eine Mitteilung durch die Lehrkraft an den entsprechenden Kurs, welche Semester den didaktischen Schwerpunkt beider Aufgaben bilden. Weitere Eingrenzung etc. erfolgen nicht.

### Nachprüfungen
Um das Ergebnis einer schriftlichen Prüfung zu verbessern, ist es möglich, eine mündliche Nachprüfung durchführen zu lassen. Somit kann ein Nichtbestehen des Abiturs in einigen Fällen verhindert werden oder die Abiturdurchschnittsnote verbessert werden. Eine Nachprüfung kann in allen drei schriftlichen Prüfungsfächern angesetzt werden. Vor der Ansetzung werden die Noten der bisherigen Prüfungen bekannt gegeben. Die Nachprüfung wird mit der schriftlichen Prüfung im Verhältnis eins zu drei verrechnet. Die Note wird erst nach der Multiplikation mit dem Faktor 4 gerundet. Es können bis zu zwei zusätzliche mündliche Prüfungen in den schriftlichen Prüfungsfächern abgelegt werden.

## Die mündliche Prüfung
Neben den drei schriftlichen Prüfungen gibt es eine mündliche Prüfung. Sie wird in einem weiteren Grundkursfach abgelegt. Nach i. d. R. 20–30 Minuten Vorbereitungszeit findet eine 20-minütige Prüfung statt, die aus zwei gleichwertigen Teilen besteht. In den ersten 10 Minuten trägt der Kandidat seine Erarbeitungsergebnisse bezüglich einer Aufgabe aus einem Semester (von vieren) vor, wobei es im Anschluss Nachfragen seitens des Prüfungsausschusses geben kann; in den zweiten 10 Minuten findet ein bewusst dialogisch ausgerichtetes Prüfungsgespräch statt, das sich auf Inhalte eines anderen Semesters (von vieren) bezieht. In einigen Fächern ist dieses Schema/Format z. B. in Mathematik nicht anzuwenden, da hier eine direkte Präsentation der Arbeitsergebnisse stattfinden und dazu Nachfragen erfolgen.
Im Aufgabenfeld I und im Aufgabenfeld III stammt eine der Aufgabenstellungen aus dem 4. Semester; das zweite relevante Semester kann vom Kandidaten gewählt werden. Im Aufgabenfeld II (Gesellschaftswissenschaften) wählt der Kandidat unter den vier Semestern eines aus, aus dem die erste Aufgabe, die materialbasiert ist (nicht zwingend), gestellt wird; das ergänzende Semester für die zweite Aufgabe, also für den zweiten zehnminütigen Teil der Prüfung, bestimmt die Lehrkraft.

## Die fünfte Prüfungskomponente
Die fünfte Prüfungskomponente, die zum Schuljahr 2006/07 eingeführt wurde, besteht wahlweise aus einer „Besonderen Lernleistung“ (kurz BLL) oder einer Präsentationsprüfung. Beide Grundvarianten erfordern einen fächerübergreifenden Aspekt, und beide Prüfungsarten können sowohl als Einzelprüfung als auch als Gruppenprüfung mit bis zu vier Personen durchgeführt werden. Im Fokus steht bei der „5. PK“ neben dem Inhalt vor allem die Methodik.
Grundlage der Präsentationsprüfung, der meistgewählten Variante, ist ein über alle vier Semester belegtes Fach (Referenzfach); ein zweites Fach (Bezugsfach), das mindestens zwei Semester lang belegt wird, muss für den fächerübergreifenden Aspekt angegeben werden.
Grundlage der BLL ist meist ebenfalls ein über alle vier Semester belegtes Fach („Referenzfach“); die Nennung eines zweiten Faches ist nicht explizit vorgesehen, der fächerübergreifende Aspekt muss aber dennoch transparent sein. Im Gegensatz zur Präsentationsprüfung kann die Grundlage der BLL auch eine Wettbewerbsarbeit (z. B. Jugend forscht oder Bundesfremdsprachenwettbewerb) oder ein (in der Praxis seltener) zweisemestriger „Seminarkurs“ sein.
Bei der Themenfindung für beide Varianten wird der Kandidat, von dem die Initiative ausgeht, von einer Lehrkraft beraten; die Themenformulierung muss letztlich vom Prüfungsvorsitzenden, in der Praxis meist vom Fach(bereichs)leiter abgesegnet werden.
Zwischen beiden Prüfungsarten gibt es einen technischen Unterschied: Während eine Präsentationsprüfung nur in einem Fach abgelegt werden kann, das noch nicht erstes, zweites, drittes oder viertes Prüfungsfach war, kann eine BLL auch in einem bereits als Prüfungsfach gewählten Fach geschrieben werden. Aus diesem Grund heißt dieser fünfte Teil auch nicht „Prüfungsfach“, sondern „Prüfungskomponente“.
Die BLL muss im Rahmen einer Kurzpräsentation mit anschließendem Prüfungsgespräch vor einem Ausschuss vorgestellt werden, vom Ansatz her nicht unähnlich der Verteidigung einer Diplom- oder Doktorarbeit. Dieser Termin dauert bei einem einzelnen Kandidaten 20 Minuten, bei einer Gruppen-BLL je zusätzlichem Kandidaten 5 Minuten länger.
Die Präsentationsprüfung dauert bei einem einzelnen Kandidaten 30 Minuten, bei einer Gruppenprüfung je zusätzlichem Kandidaten 10 Minuten länger. Die Präsentationsprüfung umfasst drei Teile: die Präsentation (50 % der Note), das anschließende Prüfungsgespräch (25 % der Note) und seit dem Schuljahr 2012/13 muss vor der eigentlichen Präsentation eine ca. 5-8-seitige (je nach Schule und/oder Gruppengröße) schriftliche Ausarbeitung eingereicht werden; diese Änderung wurde eingeführt, da man seitens der zuständigen Senatsverwaltung der Meinung war, dass zwischen BLL und Präsentationsprüfung ein ungleicher Arbeitsaufwand bestünde. Die schriftliche Ausarbeitung dient hauptsächlich der Dokumentation und Reflexion des Arbeitsprozesses; sie macht 25 % der Prüfungsnote aus.

## Berechnung der Gesamtpunktzahl
Die einzubringende Gesamtpunktzahl, Gesamtqualifikation genannt, errechnet sich aus zwei Blöcken:
- Erster Block = Kursblock; in diesen werden genau acht Leistungskurse in doppelter Wertung und genau 24 Grundkurse in einfacher Wertung eingebracht. Zum Bestehen müssen mindestens 200 von 600 möglichen Punkten erreicht werden, darunter mindestens 80 Punkte aus Leistungskursen und mindestens 120 Punkte aus Grundkursen.
- Zweiter Block = Prüfungsblock; das ist die Punktsumme aus den Prüfungen in den Prüfungsfächern sowie der 5. Prüfungskomponente in vierfacher Wertung. Von 300 möglichen Punkten müssen mindestens 100 erreicht werden.

Die Mindestpunktzahlen im Abitur basieren auf den Mindestpunktzahlen pro Kurs und pro Prüfung ohne Ausgleich, nämlich jeweils 5 („ausreichend“): 8 LKs · 5 P. · 2 (doppelte Wertung) = 80; 24 GKs · 5 P. = 120; 5 Prüfungen · 5 P. · 4 (vierfache Wertung) = 100.

## Ermittlung der Abiturdurchschnittsnote
Die Durchschnittsnote {\displaystyle N} errechnet sich in Übereinstimmung mit Anlage 3 der Verordnung zur Durchführung des Staatsvertrages über die Vergabe von Studienplätzen nach der Formel:
{\displaystyle N={\frac {17}{3}}-{\frac {\text{Gesamtpunktzahl}}{180}}} .
Ein Schnitt unter 1,0 wird als 1,0 gewertet. Die Durchschnittsnote wird auf eine Stelle hinter dem Komma angegeben, es wird nicht gerundet.
Daraus ergibt sich folgende Verteilung der Noten:
| Durchschnittsnote | 1,0       | 1,1       | 1,2       | 1,3       | 1,4       | 1,5       | 1,6       | 1,7       | 1,8       | 1,9       | 2,0       | 2,1       | 2,2       | 2,3       | 2,4       | 2,5       | 2,6       | 2,7       | 2,8       | 2,9       | 3,0       | 3,1       | 3,2       | 3,3       | 3,4       | 3,5       | 3,6       | 3,7       | 3,8       | 3,9       | 4,0 |
| Punkte            | 900 – 823 | 822 – 805 | 804 – 787 | 786 – 769 | 768 – 751 | 750 – 733 | 732 – 715 | 714 – 697 | 696 – 679 | 678 – 661 | 660 – 643 | 642 – 625 | 624 – 607 | 606 – 589 | 588 – 571 | 570 – 553 | 552 – 535 | 534 – 517 | 516 – 499 | 498 – 481 | 480 – 463 | 462 – 445 | 444 – 427 | 426 – 409 | 408 – 391 | 390 – 373 | 372 – 355 | 354 – 337 | 336 – 319 | 318 – 301 | 300 |

## Abitur für Nichtschüler in Berlin
In Berlin gibt es auch die Möglichkeit, als sogenannter „Nichtschüler“ sein Abitur abzulegen. Diese externe, außerschulische Prüfung wird auch als „Nichtschülerprüfung“ oder „Fremdenprüfung“ bezeichnet. Dabei muss man sich entweder autodidaktisch oder mit Hilfe externer Anbieter, zum Beispiel an der Schule für Erwachsenenbildung oder dem Lichtenberg-Kolleg, vorbereiten und nur zu den Prüfungen erscheinen.
Da keine Vornoten aus dem Unterricht in die Prüfung mit einfließen, müssen im Vergleich zum normalen Abitur mehr Prüfungen abgelegt werden. In Berlin sind vier schriftliche und vier mündliche Prüfungen in acht Fächern notwendig.